# Cnemidocarpa sericata
Cnemidocarpa sericata is een zakpijpensoort uit de familie van de Styelidae. De wetenschappelijke naam van de soort is voor het eerst geldig gepubliceerd in 1888 door Herdman.